# 武田双葉
武田 双葉（たけだ そうよう、本名：武田 万里子）、は熊本県熊本市出身の書道家。TV等でパフォーマンス書道を行っていることで広く知られている。武田双雲・双鳳・双龍兄弟の母で、かつ師である。

## 書歴
18歳から本格的な書活動を開始。大字パフォーマンスでテレビなどに取り上げられ、現在に至る。

## 家族・親族
- 夫は競輪専門紙記者で小倉競輪場のキャスター武田圭二
- 長男は書道家の武田双雲
- 二男は書道家の武田双鳳
- 三男は書道家の武田双龍